# كلاوديو سانتاماريا
كلاوديو سانتاماريا (بالإيطالية: Claudio Santamaria)‏ هو ممثل إيطالي، ولد في 22 يوليو 1974 بروما في إيطاليا.

## أعمال

### أفلام
- (2001) القبلة الأخيرة[3]
- (2006) كازينو رويال[4][5][6][7]

## وصلات خارجية
- كلاوديو سانتاماريا على موقع IMDb (الإنجليزية)
- كلاوديو سانتاماريا على موقع ألو سيني (الفرنسية)
- كلاوديو سانتاماريا على موقع ميوزك برينز (الإنجليزية)
- كلاوديو سانتاماريا على موقع أول موفي (الإنجليزية)
- كلاوديو سانتاماريا على موقع قاعدة بيانات الأفلام السويدية (السويدية)
- كلاوديو سانتاماريا على موقع ديسكوغز (الإنجليزية)
- كلاوديو سانتاماريا على موقع قاعدة بيانات الفيلم (الإنجليزية)
- كلاوديو سانتاماريا على موقع كينوبويسك (الروسية)